# Toots Mondt
Jospeh Raymond "Toots" Mondt (Condado de Wayne, 18 de janeiro de 1894 - St. Louis, 11 de junho de 1976) foi um promotor de wrestling profissional, o qual revolucionou a indústria mundial do wrestling durante os meados da década de 1920, como co-promotor da World Wide Wrestling Federation, que hoje viraria a World Wrestling Entertainment.
Algumas das estrelas dos anos 20 até 60, como Bruno Sammartino e Antonino Rocca, foram ajudados por Mondt para entrar no wrestling. Mondt faz parte da Calçada da Fama do Professional Wrestling Hall of Fame e do Wrestling Observer Newsletter Hall of Fame. Morreu em 11 de Junho de 1976, aos 89 anos de idade, após um longo combate com doenças.